# Kasteel van Javier
Het Kasteel van Javier (Castiliaans Spaans: Castillo de Javier, Baskisch: Xabierko gaztelua) is een kasteel in de plaats Javier (Xabier) in de regio Navarra in Spanje. Het ligt op ongeveer 50 kilometer afstand van Pamplona. Samen met de Sint-Franciscus Xaveriusbasiliek vormt het een bedevaartsoord voor Franciscus Xaverius.

## Het kasteel
De vroegste geschiedenis van het kasteel ligt in de tiende eeuw. In de dertiende en veertiende eeuw werd het kasteel in gotische stijl gebracht. Verschillende adellijke families hebben het kasteel bewoond (zoals de families Jaso Azpilicueta en Aznárez). Aan het begin van de twintigste eeuw is de burcht grondig gerenoveerd.

## Franciscus Xaverius
In het kasteel werd op 7 april 1506 Franciscus Xaverius geboren, in de familie Jaso Azpilicueta. Hij ontleende echter de "achternaam" die hij later gebruikte aan zijn geboorteplaats (met de "baskische" X).  Hij werd een van de medeoprichters van de jezuïetenorde en werkte als missionaris in Zuid-Azië (India) en Oost-Azië. Franciscis Xaverius werd door de Rooms-katholieke kerk in 1622 heilig verklaard. Het kasteel is daarom ook een bedevaartsoord. Het is eigendom van de jezuïetenorde, die er een museum in maakte.
Rond 1900 werd bovendien tegen het kasteel aan de Sint-Franciscus Xaveriusbasiliek gebouwd.